# Социальное доказательство
Социа́льное доказа́тельство (англ. Social proof), или информационное социальное влияние (англ. informational social influence) — психологическое явление, происходящее, когда некоторые люди не могут определить предпочтительный способ поведения в сложных ситуациях. Предполагая, что окружающие лучше знакомы с ситуацией, такие люди считают их поведение предпочтительным. Это явление часто используется для сознательной манипуляции поведением других. 

## Причины возникновения
Роберт Чалдини в своей книге Influence: The Psychology of Persuasion (1984) описывает эффект социального доказательства, связанный с инстинктивной реакцией: если многие люди уделяют чему-то внимание, это повышает вероятность того, что объект или событие значимо. Эта реакция могла быть полезна в условиях, где быстрая оценка ситуации определяла шансы на выживание.

## Применение социального доказательства
Для того, чтобы точно определить социальный статус незнакомого человека, требуется немало усилий. Учитывая ограниченность времени и желания, люди часто оценивают других по тому, как к ним относятся окружающие. Например, если оцениваемый мужчина находится в компании привлекательных женщин или ассоциируется с ними, то его значимость и привлекательность будут оценены выше. Подсознательное суждение в этом случае будет: «Он нравится всем этим девушкам, должно быть, в нём есть что-то ценное». Если же он был отвергнут многими женщинами, то тогда его оценка будет негативной. Подсознательное суждение будет: «Только что его отвергли. Очевидно, для этого была веская причина».
Похожим образом, долго неработавшему человеку будет тяжело найти работу, даже если он высокопрофессионален и квалифицирован. Потенциальные работодатели посчитают соискателя, а не обстоятельства, причиной проблем трудоустройства. Чтобы объяснить неудачу претендента, рекрутеры будут искать в нем недостатки и принижать достоинства. И наоборот, человек, к которому номинально предъявляются высокие требования (например, генеральный директор), может получать привлекательные предложения работы, и, как следствие, получать большую заработную плату, даже если он не лучшим образом исполняет свои обязанности. Когда люди кажутся успешными, потенциальные работодатели и другие оценивающие люди более склонны искать достоинства и положительные характеристики, которые объяснят успех человека, и не замечать или преуменьшать недостатки.
Люди, использующие эффект социального доказательства, могут также использовать гало-эффект. В результате характеристики человека кажутся лучше, чем они есть на самом деле. Кроме того, характеристики человека рассматриваются с положительной стороны. Например, человека могут посчитать заносчивым при отрицательных социальных доказательствах и смелым — при положительных.
По этим причинам социальное доказательство важно для установления точки зрения. Социальное доказательство, конечно, также может применяться к товарам и интенсивно используется в маркетинге и продажах. Ситуации, когда нарушается социальное доказательство, могут вызвать когнитивный диссонанс и вызвать у человека ощущения утраты контроля. 
Концепция социального доказательства и фундаментальная ошибка атрибуции могут быть легко использованы. Например, путём убеждения (или оплаты) склонить привлекательную женщину к изображению интереса к мужчине на публике. Окружающие будут объяснять поведение женщины качествами мужчины, не предполагая, что она заинтересовалась им по объективным причинам (внешняя выгода).
Некоторые владельцы ночных клубов и баров эффективно используют социальное доказательство для увеличения посещаемости их заведений. Обычно это достигается умышленным снижением скорости пропуска людей на входе. Таким образом, искусственно удлиняется очередь. Неинформированные посетители могут принять очередь за признак популярности заведения. Они будут ждать в очереди, думая: «Если все эти люди ждут, то, должно быть, клуб хороший», в то время как заведение на самом деле может быть посредственным и совсем не заполненным.
Театры иногда используют клакёров, которые хлопают в заранее оговоренных моментах. Обычно именно эти люди хлопают первыми, после чего их поддерживает весь зал. Подобные овации могут восприниматься незнающими зрителями как признак хорошего представления.
В цифровых медиа — компании, отвечающие за продвижение создателей видео и прямых трансляций, предлагают искусственное увеличение и поддержание большого количества просмотров для создания эффекта социального доказательства с целью привлечения зрителей. Многократное упоминание личности в разных изданиях, авторитетными людьми увеличивает эффект заинтересованности. Современные медийные сети, агрегирующие блогеров, стримеров, инфлюенсеров обучают ведущих упоминать или показывать коллег из своей сети для создания social proof. 
Несмотря на общее раздражение заранее записанными звуками смеха в телешоу или ситкоме, телестудии установили, что они могут увеличить воспринимаемую «весёлость» шоу просто проигрывая звуки смеха в ключевые «смешные» моменты. Они установили, что даже хотя зрителей раздражает этот смех, они воспринимают шоу с ним как более смешные.
Теории заговора
Известный психолог Дэн Ариели указывает, что социальное доказательство широко применяется пропагандистами теорий заговора для манипуляции подсознанием аудитории с целью повышения доверия к этим теориям. Например сообщается, что «соцсети наводнили бесчисленные видео» людей поддерживающих ту или иную теорию заговора.

## Модификации социального доказательства
- Отождествление себя с окружающей группой
- Обладание особым знанием
- Распознавание авторитета